# Reyes (apellido)

## Orígenes
Reyes es un apellido español antiguo, que tendría su origen en Castilla. Luego pasó a Galicia y Asturias y posteriormente a Andalucía. Los primeros registros confiables de este apellido se remontan hasta el año 230 d. C., a Clemente Reyes  un caballero romano.
Extendido en España, Hispanoamérica y África.
Según el Instituto Nacional de Estadística de España es el apellido 69.º en cuanto a frecuencia como primer apellido en España*.